# 이갈 알론
이갈 알론(히브리어: יִגְאָל אַלּוֹן, 1918년 10월 10일 ~ 1980년 2월 29일)는 이스라엘의 군인, 정치인으로 이스라엘 건국 공로자 중 한 사람이다. 이스라엘 저항군인 팔마흐의 장군으로 복무했으며, 건국 이후에는 이스라엘 방위군의 장군을 지냈다. 전역 후에는 이스라엘 노동당의 지도자로 레비 에슈콜 총리 사후에 이스라엘 총리 대행을 맡았다.